# Reinhold Weist
Reinhold Weist (* 23. Dezember 1953 in Frankfurt am Main) ist ein hessischer Politiker (Die Grünen) und ehemaliger Abgeordneter des Hessischen Landtags.
Reinhold Weist engagierte sich zunächst in der Grünen Liste Hessen, für die er bei der Landtagswahl in Hessen 1978 im Wahlkreis Kassel-Stadt I kandidierte. Er war Stadtverordneter in der ersten rot-grünen Koalition in Kassel (1981–1985), ab 1984 wissenschaftlicher Mitarbeiter bei der grünen Landtagsfraktion mit Wohnsitz in Kassel. Zuständig war er für Haushalt und Finanzen, zeitweise auch Pressesprecher. Am 15. November 1989 rückte er für Hans Christoph Boppel, der Beigeordneter im Landkreis Gießen wurde, in den Landtag nach. Im Landtag war er drei Wahlperioden lang Abgeordneter, bevor er am 7. Dezember 1998 wegen unversteuerter Zinseinnahmen aus Luxemburg ausschied. Seine Nachrückerin war Sigrid Erfurth. Von 1991 bis 1997 war er parlamentarischer Geschäftsführer der grünen Fraktion.
Ab 2005 war er Grundsatzreferent beim Oberbürgermeister der Stadt Kassel, Bertram Hilgen.

## Weblink
- Reinhold Weist. Abgeordnete. In: Hessische Parlamentarismusgeschichte Online. HLGL & Uni Marburg, abgerufen am 11. Oktober 2024 (Stand 28. November 2023).